# En saga

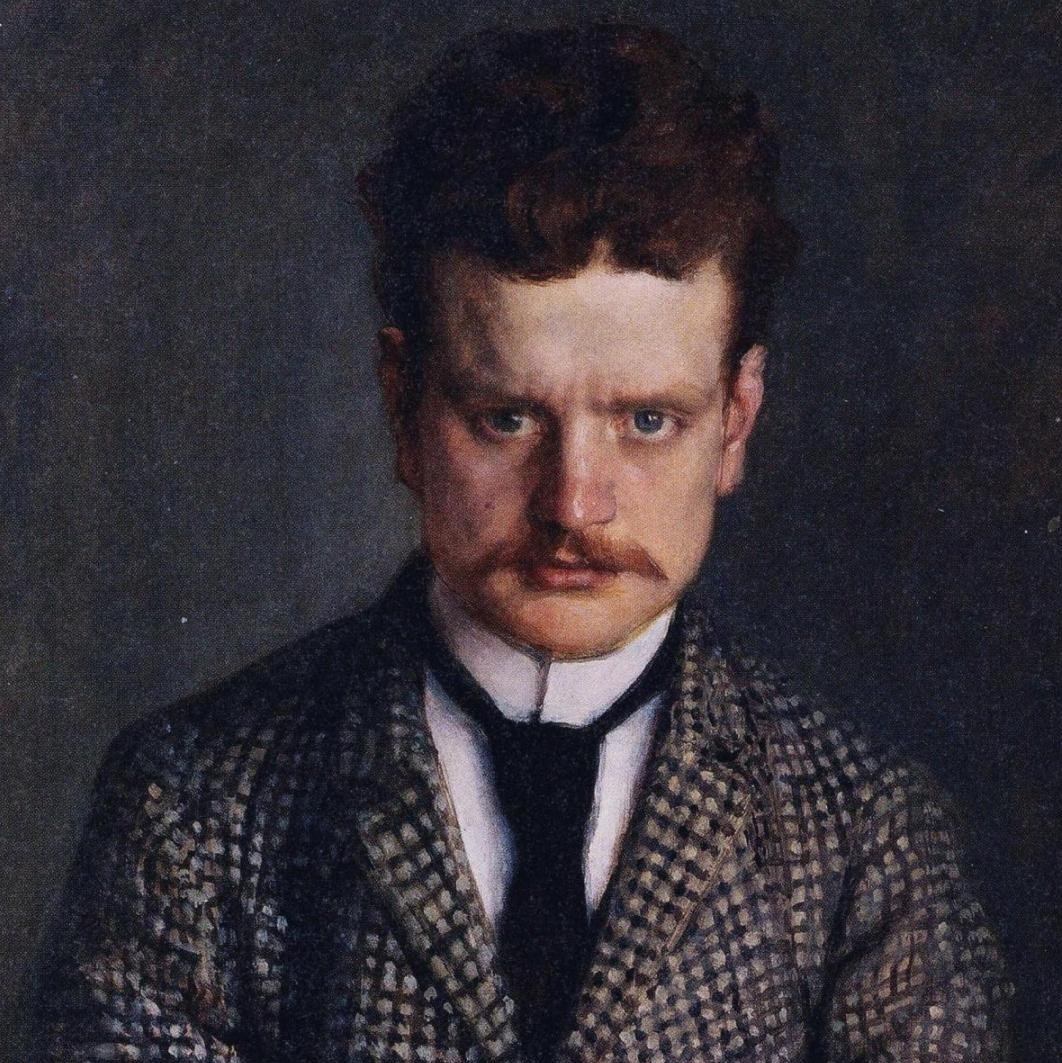
Jean Sibelius 1892 målad av svågern Eero Järnefelt

En saga är en symfonisk dikt för orkester, op. 9 av Jean Sibelius.
Komponerad 1892 medan Sibelius var lärare vid Helsingfors musikinstitut (nuvarande Konstuniversitetets Sibelius-Akademi).
"Efter framgången med Kullervo framhöll Robert Kajanus en gång för mig
önskvärdheten att på orkesterns stående repertoar ha ett stycke av mig, som var
skrivet för den stora publiken, och icke ställde över hövan stora anspråk på dess
koncentrations- och uppfattningsförmåga. Detta vore till fördel både för orkestern
och min popularitet som komponist, sade Kajanus. Jag var inte alls ointresserad av
uppgiften att skriva ett stycke i populärare stil. Då jag tog itu med arbetet,
fann jag några uppslag från min Wien-tid vara mycket lämpliga för bearbetningen.
Så kom tondikten 'En Saga' till." 
Verket omarbetades 1901 och sedan dess ingått i de flesta konsertorkestrars fasta repertoar.
"En Saga är renodlad romantik. Det finns inte många tecken på realism,
inget egentligt huvudtema, ingen ledande tanke. Däremot finns det
fantasiscener och sagomystik, sällsamma bilder och övernaturliga upplevelser.
Det färgrika tonmåleriet är fullt av spänning och kulminerar i starka,
dramatiska accenter." 